# Willibald von Langermann und Erlencamp

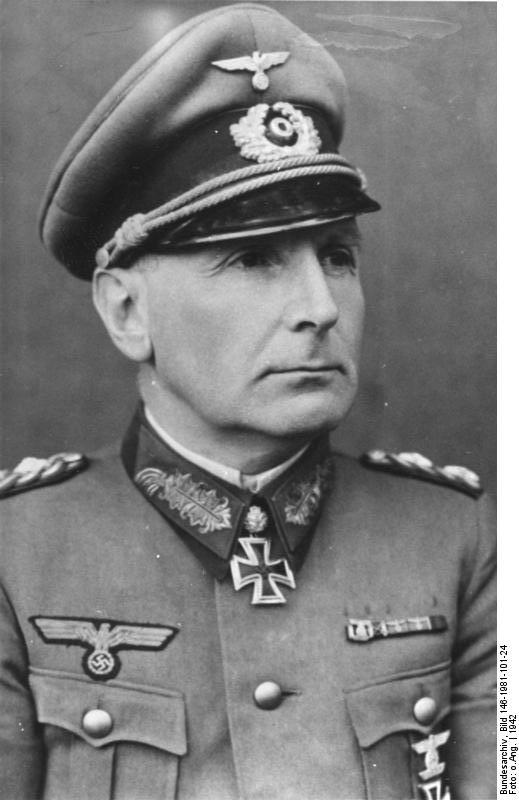
General von Langermann und Erlencamp (1942)

Willibald Freiherr von Langermann und Erlencamp (* 9. März 1890 in Karlsruhe; † 3. Oktober 1942 in Storoshewoje, Oblast Woronesch) war ein deutscher General der Panzertruppe im Zweiten Weltkrieg.

## Leben
Willibald von Langermann und Erlencamp stammte aus einer mecklenburgischen Offiziers- und Gutsbesitzerfamilie und war der Sohn des Generalmajors Rudolf von Langermann und Erlencamp (1858–1927) und seiner Frau Ida Wilhelmine Mathilde, geb. von Stoesser (1867–1957). Er trat am 30. September 1908 in die Preußische Armee ein und avancierte am 22. März 1910 im Dragoner-Regiment „Freiherr von Manteuffel“ (Rheinisches) Nr. 5 zum Leutnant.
Bei Ausbruch des Ersten Weltkriegs wurde er zunächst als Regimentsadjutant eingesetzt. Nach seiner Beförderung zum Oberleutnant am 25. Februar 1915 wurde er Kompanieführer. Mitte August 1916 erfolgte seine Abkommandierung in den Generalstab des X. Reserve-Korps und wenig später in gleicher Funktion zur 22. Reserve-Division. Dort erfolgte am 18. Juni 1917 seine Beförderung zum Rittmeister. Im Verlaufe des Krieges wurde er mit beiden Klassen des Eisernen Kreuzes ausgezeichnet.
Nach Kriegsende erfolgte seine Übernahme in die Reichswehr. Dort war er u. a. Eskadronchef im 13. (Preußisches) Reiter-Regiment in Hannover. Nach seiner Beförderung zum Major am 1. November 1930 war er bis Juni 1935 Ausbilder an der Heeres-Reitschule. Anschließend übernahm er als Kommandeur das Kavallerie-Regiment 4. Am 10. November 1938 wurde er Inspekteur des Reit- und Kraftfahrzeugwesens. Nach dem Beginn des Zweiten Weltkriegs übernahm er Ende 1939 den Divisionsstab z. b. V. 410, der die Landesschützen-Einheiten des Wehrkreises X führte. Am 1. März 1940 erfolgte die Ernennung zum Generalmajor.
Am 7. Mai 1940 wurde er Kommandeur der 29. Infanterie-Division (mot.). Während des Westfeldzugs gehörte sie im Juni 1940 zur Gruppe Guderian. Für die Überquerung des Rhein-Marne-Kanals und den Vorstoß zur Schweizer Grenze wurde ihm am 15. August 1940 das Ritterkreuz des Eisernen Kreuzes verliehen.
Am 8. September 1940 wurde er Kommandeur der 4. Panzer-Division, die er zu Beginn des Krieges gegen die Sowjetunion führte. Dafür erhielt er am 17. Februar 1942 das Eichenlaub zum Ritterkreuz des Eisernen Kreuzes (75. Verleihung).
Bereits am 7. Januar 1942 wurde er Kommandierender General des XXIV. Armeekorps (ab 21. Juni 1942 Panzerkorps), das er beim Vorstoß auf Woronesch und bei der deutschen Sommeroffensive 1942 zum Don führte. Am 1. Juni 1942 wurde er zum General der Panzertruppe befördert. Während einer Fahrt an die Front wurde er am 3. Oktober 1942 bei Storoshewoje am mittleren Don getötet („bei einer Erkundung in vorderster Linie“).

## Sonstiges
Am 14. Februar 1942 hatte von Langermann sich brieflich bitterlich über unzureichende Winterausrüstung und widersprüchliche Befehle der obersten Führung beklagt.
Bei der Verleihung des Eichenlaubs durch Hitler im April 1942 ließ von Langermann den Diktator wortlos stehen und verließ den Saal. Von Rudolf Schmundt, dem Chefadjutanten bei Adolf Hitler, zur Rede gestellt sagte er: „Wenn er nicht mal so viel Takt besitzt, mir zum Tod meines einzigen Sohnes ein Wort zu sagen, will ich nichts von ihm wissen.“